# Circle Chart
Le Circle Chart (anciennement Gaon Chart) est un classement des meilleures ventes de disques en Corée du Sud. Il existe officiellement depuis le début de 2010 et présente une liste hebdomadaire pour les albums et les singles. Il est réalisé par le ministère de la Culture, du Sport et du Tourisme, en collaboration avec la Korea Music Content Industry Association. Avant sa mise en place, en 2009, les ventes étaient seulement compilées sur une base mensuelle.
L'idée d'un classement officiel a été renforcée par un discours de Leeteuk, leader de Super Junior, lors des Golden Disc Awards 2009, où il a souligné le besoin d'un système transparent et fiable pour l'industrie musicale coréenne. Cette intervention a contribué à la prise de conscience qui a mené à la création du Gaon Chart l'année suivante.
Depuis le 22 février 2012, ce portail décerne également chaque année les Gaon Chart Awards[réf. nécessaire].
Le 20 avril 2018, la Korea Music Content Industry Association annonce que Gaon Chart va intégrer un nouveau système de certification pour les ventes d'albums et de chansons sortis à partir du 1er janvier 2018. Ce système certifie les ventes d'albums et les téléchargements et streamings de chansons.
Le 7 juillet 2022, Gaon Chart change de nom et devient Circle Chart. Les différents classements ont été conservés, auxquels s'ajoute le nouveau Global K-pop Chart.

## Classements
- Global K-pop Chart : classement des chansons K-pop les plus consommées dans le monde (en streaming).
- Digital Chart : classement des chansons les plus consommées (en téléchargement et streaming).
- Download Chart : classement des chansons les plus vendues en téléchargement numérique.
- Streaming Chart : classement des chansons les plus écoutées sur les plateformes de streaming.
- BGM Chart : classement des musiques de fond les plus vendus.
- Album Chart : classement des albums les plus distribués en magasin (y compris à l'international).
- Retail Album Chart : classement des albums les plus vendus en magasin.
- Singing Room Chart : classement des chansons les plus jouées en karaoké.
- Mobile Chart : classement de sonneries pour téléphones mobiles les plus vendus.
- Social Chart : classement des 50 artistes K-pop les plus populaires.